# 名古屋市立梅森坂小学校
名古屋市立梅森坂小学校（なごやしりつ うめもりざかしょうがっこう）は、愛知県名古屋市名東区梅森坂四丁目にある公立小学校。

## 歴史
1971年4月1日に名古屋市立植田小学校の分校として開校。1973年4月1日独立開校。

### 沿革
- 1971年4月1日 - 名古屋市立植田小学校分校として開校。
- 1973年4月1日 - 独立開校。
- 1975年2月1日 - 名東区、天白区の設置により住所が昭和区から名東区に変更。
- 1987年8月24日 - 町名変更で現住所に。

### 児童数の変遷
『愛知県小中学校誌』（2018年）によると、児童数の変遷は以下の通りである。
| 1973年（昭和48年） | 275人 |  |
| 1977年（昭和52年） | 651人 |  |
| 1987年（昭和62年） | 456人 |  |
| 1997年（平成9年）  | 286人 |  |
| 2007年（平成19年） | 199人 |  |
| 2017年（平成29年） | 226人 |  |

## 校名の由来
開校当時の住所「天白町大字植田字梅森坂」の字名・梅森坂からとって「梅森坂小学校」とした。現在の住所である「梅森坂」からとったと考える者が多いが、開校当時は住所名が異なるので厳密には違う。
旧住所「猪高町大字高針字梅森坂」、「天白町大字植田字梅森坂」は現在も非居住地域である牧野ヶ池緑地公園やゴルフ場「愛知カンツリー倶楽部」の南部の住所名として残るが、大部分は居住地区・梅森坂1~5丁目、梅森坂西1,2丁目となった。無論、現在の住所名「梅森坂」の由来は旧住所の字名・梅森坂に由来し、現在も「梅森坂」という名称が受け継がれている(梅森坂西の由来は字名・梅森坂だけでなく、その地域の通称を「西町」と呼んだことも含まれる。)。
これは名古屋市立前山小学校の校名の由来となった「猪高町大字高針字前山」の字名・前山が居住地区の町名変更で残らずに消失してしまったことと対照的である。ちなみに、地元住民ですらほとんど知らないが非居住地区である牧野ヶ池の住所は変更されず現在も「猪高町大字高針字前山」である。

## 通学区域
所管する名古屋市教育委員会は、2018年（平成30年）9月1日現在、名東区のうち、梅森坂四丁目・梅森坂五丁目・梅森坂西一丁目・梅森坂西二丁目の全域および梅森坂二丁目・梅森坂三丁目の各一部を通学区域として指定している。
梅森坂5丁目はすべて独立行政法人・東名古屋病院であるため、5丁目から通学する児童はすべて病院内の公務員官舎に住んでいる。学校の近くには愛知県で3番目に大きい牧野ヶ池や牧野ヶ池緑地公園があり、自然環境豊かである。
また、卒業後の進学先は名古屋市立牧の池中学校となっている。

## 著名な卒業生
- たかだすみれ（シンガーソングライター）

## 交通アクセス
名古屋市営バス梅森荘停留所が最寄りバス停である。

### WEB
1. 1 2  名古屋市教育委員会事務局総務部企画経理課企画統計係 (2018年9月18日). “名東区の小・中学校一覧”.   名古屋市. 2018年11月14日閲覧。
2. ↑  名古屋市教育委員会事務局総務部教育環境計画室計画係 (2018年9月1日). “名古屋市立小・中学校の通学区域一覧（名東区）” (PDF).   名古屋市. 2018年11月15日閲覧。
3. ↑  名古屋市教育委員会事務局総務部教育環境計画室計画係 (2018年4月1日). “名古屋市立中学校区一覧（小→中）” (PDF).   名古屋市. 2018年11月14日閲覧。

### 書籍
1. ↑  六三制教育七十周年記念 愛知県小中学校誌 合同記念誌編集特別委員会 2018, p. 285.